# Историята на Джеймс Браун
„Историята на Джеймс Браун“ (на английски: Get on Up) е американска биографична музикална драма от 2014 г. за живота на Джеймс Браун. Режисьор е Тейт Тейлър, продуциран е от Брайън Грейзър, Мик Джагър, Тейт Тейлър и Виктория Пиърмън, по сценарий на Джез и Джон-Хенри Бътъруърт. Във филма участват Чадуик Боузман, Нелсън Елис, Дан Акройд, Вайола Дейвис, Крейг Робинсън и Октавия Спенсър.